# Brachymeria donganensis
Brachymeria donganensis is een vliesvleugelig insect uit de familie bronswespen (Chalcididae). De wetenschappelijke naam is voor het eerst geldig gepubliceerd in 1983 door Liao & Chen.